# Indigofera erythrogramma
Indigofera erythrogramma är en ärtväxtart som beskrevs av John Gilbert Baker. Indigofera erythrogramma ingår i släktet indigosläktet, och familjen ärtväxter. Inga underarter finns listade i Catalogue of Life.